# Los Continentales (banda española)
Los Continentales fueron un grupo español de rock fundado en Madrid en 1962. Su primera formación, como cuarteto, estaba compuesta por Álvaro Yébenes (guitarra solista), Ángel Arriba (guitarra rítmica), Juan Antonio «Ñique» González (bajo) y Rafael Sánchez de Ocaña (batería).

## Biografía

### Primera etapa. Rock instrumental y surf (1962-1964)
Originalmente, y como muchas bandas españolas de rock de la época, Los Continentales se inspiraban en grupos anglosajones de rock instrumental como The Surfaris, Rory Storm and the Hurricanes y, sobre todo, los seminales The Shadows.
En 1963 participan en los festivales que se realizan en el Teatro-circo Price, compartiendo cartel, entre otros, con Micky y Los Tonys, Los Pekenikes y Los Relámpagos. El éxito obtenido los convierte en una de las bandas más celebradas de la escena madrileña, siendo fichados por la discográfica Belter, con la que publican sus dos primeros EP entre 1963 y 1964. En ellos practican un estilo (exclusivamente instrumental) muy deudor del instaurado por sus admirados The Shadows; pero al que suman, claramente, influencias de la Surf music entonces en boga en los Estados Unidos. Además de conseguir un notable eco comercial (sobre todo con su versión en clave rock del tema tradicional judío «Hava Naguila») y de afianzar su prestigio, inician, ya en 1964, una etapa como grupo de acompañamiento de la cantante yeyé Karina.

### Segunda etapa. Inclusión de vocalista; la época «Beat» (1965-1967)
Con la llegada de la British Invasion el panorama musical español cambia radicalmente. El viejo estilo instrumental en la estela de The Shadows da paso a nuevas corrientes, como el beat y el rythm and blues. Los Continentales deciden adaptarse a los tiempos, dando entrada a un vocalista y configurándose como quinteto. Tras algunos cambios de formación, que incluyen el abandono de Juan Antonio González «Ñique» y la entrada de José Luis Blume y Enrique Martínez, la banda encara 1965 fichando por el sello Tempo, poniendo a la venta un sencillo con dos temas claramente adscritos a los nuevos sonidos beat y dispuesta a hacerse un hueco en la nueva escena musical española.
En 1966 se suceden varias entradas y salidas de miembros, lo que no les impide publicar un segundo sencillo con buena acogida comercial. De hecho, a principios de 1967, con la explosión de la «fiebre Soul» en España, la banda incorpora una sección de vientos, ampliando su formación a septeto, adaptando su sonido al nuevo estilo afroamericano y cambiando de discográfica (pues abandonan Tempo y pasan a Sonoplay). Todavía conseguirán un relativo éxito con su sencillo «Déjala dormir»; pero antes de que acabe el año, y ante los nuevos rumbos que el panorama musical está tomando (sobre todo tras la llegada de la psicodelia), Los Continentales deciden disolverse.
En 2016 Los continentales se juntan y tocan en el Teatro Rialto de Madrid, en la Gala inaugural de los Pioneros del Pop Madrileños, en una concentración de estrellas de los años 60/70 nunca vista anteriormente, recibiendo una gran ovación por parte del público asistente.               Tocaron junto a Los Relámpagos, Los Iberos, Phil Trim y Los Pop-Tops, Los Brincos, Helena Bianco y Los Mismos, Curro "Kurt" Savoy, Mike Kennedy y Los Bravos, Los Pequeniques, Paco Pastor y Trastos viejos (Ex Fórmula V), Micky y los Colosos del Ritmo, Los Pasos y Pepe Barranco y su grupo.
Actualmente Los Continentales siguen en activo y en su formación actual están dos de sus miembros fundadores, Ángel Arriba (Guitarra rítmica)y Álvaro Yébenes (Guitarra solista) a ellos se juntaron el que fue durante 35 años baterista de Los Jets, Eduardo "Drum" Bartrina, y finalmente el más joven pero no menos experimentado músico madrileño, Fernando Serrano Rivas, al bajo.
Actualmente (2017) siguen dando conciertos para los nostálgicos, haciendo revivir una música, una época dorada, que será irrepetible.

## Discografía
- Ep: "Don Quijote / Hava Naguila / Último tren del espacio / Mar cruel" (Belter-Ekipo, 1963)
- Ep: "Tema de chicos / El millonario / El barco del amor / Espacial" (Belter-Ekipo, 1964)
- single: "No te vayas / Tenme en tus brazos" (Tempo, 1965)
- single: "Míster D / Bla, bla, bla" (Tempo, 1966)
- single: "Déjala dormir / Vivo feliz como soy" (Sonoplay, 1967)